# Dutch Open Telescope
Das Dutch Open Telescope, kurz auch DOT, ist ein optisches Sonnenteleskop mit einem 45-Zentimeter-Hauptspiegel und ist Teil des Roque-de-los-Muchachos-Observatoriums auf La Palma in Nachbarschaft zum 1 Meter messenden Swedish Solar Telescope.
Es erreicht eine Winkelauflösung von 0,2 Bogensekunden für eine anhaltende Zeitspanne. Für die weitere Optimierung der Bilder wird beim DOT der sogenannte Despeckle-Mechanismus verwendet. Einer seiner Erfolge war die Aufnahme des Venustransits im Jahr 2004.

## Geschichte
Bis 2007 wurde das Teleskop im Wesentlichen vom Institut für Astronomie und der Fakultät für Physik und Astronomie der Universität Utrecht und weiteren Institutionen finanziert, bevor es Teil der Europäischen Nordsternwarte wurde.

## Kameras
Das DOT besitzt sechs Kameras, jede mit einem anderen optischen Filter.
Alle Filter können parallel genutzt werden, was eine simultane Beobachtung im Bereich unterschiedlicher Wellenlängen ermöglicht und somit eine optimale Vergleichbarkeit der Ergebnisse sicherstellt. Darüber hinaus sind einige der Filter in ihrer Bandbreite einstellbar, so dass Beobachtungen an verschiedenen Punkten der Spektrallinien möglich werden.

## Offene Struktur

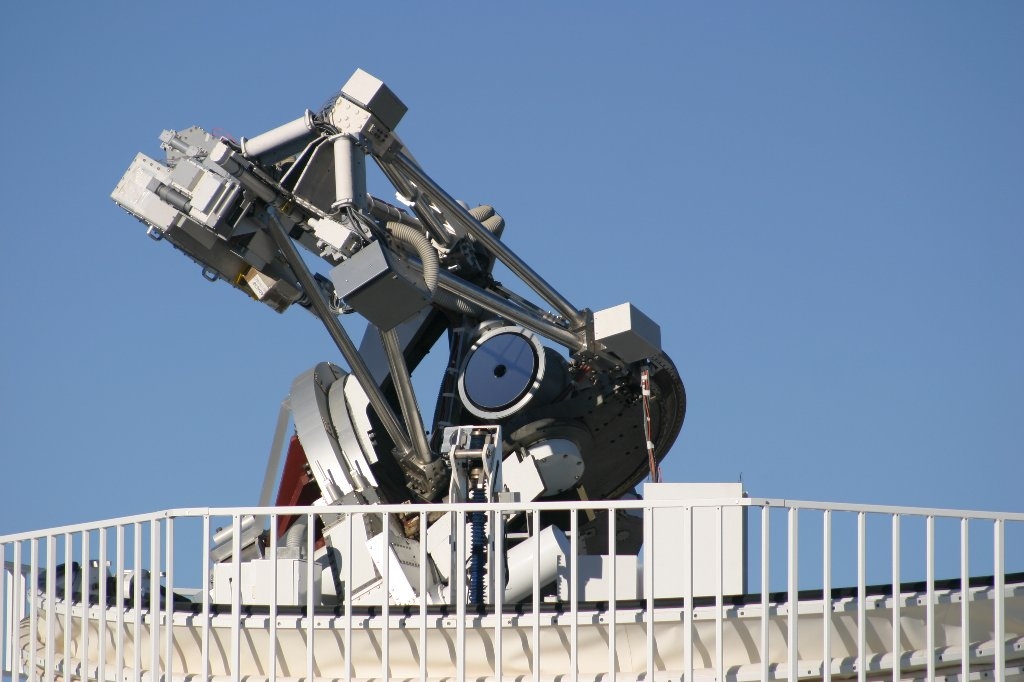
Hauptspiegel des DOT

Das DOT ist ein offenes Teleskop, bei dem Turm, Montierung und Teleskop ungeschützt und während der Beobachtung dem Wind ausgesetzt sind. Dadurch kann eine relativ konstante Temperatur am Spiegel erreicht werden, was Störungen durch Luftunruhen durch Temperaturunterschiede (Seeing) signifikant reduziert. Konventionelle Teleskopdesigns bei Sonnenteleskopen haben oft das Problem, dass warme Luft vom Boden, der durch die Sonne erwärmt wurde, an Turm und Spiegel entlang aufsteigt, was der Bildqualität schadet.
Ein Nachteil dieses Designs ist, dass die Stützstruktur sehr biegesteif sein muss, damit sie sich nicht im Wind bewegt. Normalerweise übernimmt diese Funktion ein solider Turm oder eine Kuppel, die das Teleskop abschirmt. Die Optik des Teleskops des DOT befindet sich zwei Meter vor dem Hauptspiegel, um Unschärfen bei der Abbildung zu verhindern, sind die Kameras sehr stabil montiert und können auf den Mikrometer genau justiert werden.

## Dachkonstruktion
Eine weitere neuartige Eigenschaft des DOT ist seine Dachkonstruktion, die aus einer speziellen Polymerfaser hergestellt wurde. Das Dach hält die Form, wenn es gedehnt wird und zeigt auch nach längerer Zeit keine Ermüdungserscheinungen. Jedes der einzelnen sattelförmigen Dachteile steht unter Spannung, sobald das Dach geschlossen wird, was die Stabilität erhöht.

## Lichtgranulation
Der Despeckle-Algorithmus ermöglicht es, Objekte bis an die beugungsbedingten Grenzen des Teleskops aufzulösen und so eine optimale Bildqualität zu erreichen, die weniger stark durch das Seeing beeinträchtigt wird. Während des Vorgangs werden vom gleichen Objekt 100 Bilder mit extrem kurzer Belichtungszeit aufgenommen (beispielsweise einer granulare Struktur der Sonne), jeweils in einem zeitlichen Abstand, in dem sich zwar die Atmosphäreneigenschaften bereits deutlich geändert haben, nicht jedoch die Eigenschaften des beobachteten Objekts.
Dann wird das Bild auf einem Hochleistungsrechner, einem 35-Dualcore-Xeon-Computer-Cluster,  mit Hilfe der statistischen Methoden des Despeckle-Algorithmus verbessert. Vor dem Sommer 2005 benötigte diese Berechnung noch Monate, der neue Rechnerverbund reduziert die Berechnungsdauer auf die Länge einer Nacht.